# Trogia Gazzella
Trogia Gazzella (anche nota come Trusia o Turzia; Gaeta, 1460 circa – Napoli, 1511) è stata una nobildonna italiana.
È stata un'amante di re Alfonso II di Napoli e, tramite i loro figli, suocera di Lucrezia Borgia e Goffredo Borgia.

## Biografia
Era figlia di Antonio, nobiluomo di Gaeta e di Orsina Carafa di Castelluccio. Sposò a Napoli Antonio Carbone e quindi, nel 1495, Cesare Gesualdo di Capua.
È passata alla storia per essere stata l'amante del re di Napoli Alfonso II d'Aragona, dal quale ebbe due figli:
- Sancia d'Aragona (nata nel 1478 a Gaeta), che sposò Goffredo Borgia,[6] figlio illegittimo di Papa Alessandro VI e della sua amante Vannozza Cattanei;
- Alfonso d'Aragona (nato nel 1481 a Napoli), Principe di Salerno, Duca di Bisceglie e secondo marito di Lucrezia Borgia.[7]

La dinastia aragonese, con i due figli, sancì l'alleanza con papa Alessandro VI Borgia, intenzionato a portare uno dei figli sul trono di Napoli.